# World Poker Tour Saison 4
La saison 4 du World Poker Tour est un tournoi de poker qui s'est tenu en 2005 et 2006.

## Résultats

### Mirage Poker Showdown
- Casino : The Mirage, Las Vegas
- Prix d'entrée : $10,000
- Date : Du 23 au 26 mai 2005
- Nombre de joueurs : 317
- Prize Pool : $3,074,900
- Nombre de places payées : 27

| Place | Nom          | Prix       |
| ----- | ------------ | ---------- |
| 1er   | Gavin Smith  | $1,153,778 |
| 2e    | Ted Forrest  | $579,386   |
| 3e    | Chris Bell   | $289,693   |
| 4e    | Kido Pham    | $182,964   |
| 5e    | Eugene Todd  | $137,223   |
| 6e    | Mark Ellerbe | $106,729   |

### Grand Prix de Paris
- Casino : Aviation Club de France, Paris
- Prix d'entrée : €10,000
- Date : Du 25 au 29 juillet 2005
- Nombre de joueurs : 160
- Prize Pool : €1,520,000
- Nombre de places payées : 18

| Place | Nom               | Prix                |
| ----- | ----------------- | ------------------- |
| 1er   | Roland de Wolfe   | €479,680 ($574,419) |
| 2e    | Juha Helppi       | €254,830 ($305,160) |
| 3e    | Michel Zajdenberg | €179,880 ($215,407) |
| 4e    | Tim Anders        | €119,920 ($143,605) |
| 5e    | Curt Kohlberg     | €89,940 ($107,704)  |
| 6e    | Alan Goehring     | €74,950 ($89,753)   |

### Legends of Poker
- Casino : Bicycle Casino, Los Angeles
- Prix d'entrée : $5,000
- Date : Du 27 au 31 août 2005
- Nombre de joueurs : 839
- Prize Pool : $4,195,000
- Nombre de places payées : 72

| Place | Nom             | Prix       |
| ----- | --------------- | ---------- |
| 1er   | Alex Kahaner    | $1,150,900 |
| 2e    | Kenna James     | $588,210   |
| 3e    | Jake Minter     | $333,600   |
| 4e    | Tim Phan        | $291,900   |
| 5e    | Todd Phillips   | $250,200   |
| 6e    | Kevin O'Donnell | $208,500   |

### Borgata Poker Open
- Casino : Borgata, Atlantic City
- Prix d'entrée : $10,000
- Date : Du 19 au 22 septembre 2005
- Nombre de joueurs : 515
- Prize Pool : $4,995,500
- Nombre de places payées : 45

| Place | Nom             | Prix       |
| ----- | --------------- | ---------- |
| 1er   | Al Ardebili     | $1,498,650 |
| 2e    | Ricardo Festejo | $799,280   |
| 3e    | Kathy Liebert   | $427,115   |
| 4e    | John D'Agostino | $349,685   |
| 5e    | Robert Hwang    | $299,730   |
| 6e    | David Singer    | $249,775   |

### UltimateBet Aruba Poker Classic
- Casino : Radisson Aruba Resort & Casino, Palm Beach, Aruba
- Prix d'entrée : $5,000
- Date : Du 26 septembre au 1er octobre 2005
- Nombre de joueurs : 647
- Prize Pool : $3,235,000
- Nombre de places payées : 125

| Place | Nom             | Prix       |
| ----- | --------------- | ---------- |
| 1er   | Freddy Deeb     | $1,000,000 |
| 2e    | Josh Schlein    | $440,450   |
| 3e    | Johan Storåkers | $300,000   |
| 4e    | Devin Porter    | $200,000   |
| 5e    | Robert Border   | $150,000   |
| 6e    | Stacy Matuson   | $100,000   |

### Doyle Brunson North American Poker Championship
- Casino : Bellagio, Las Vegas
- Prix d'entrée : $10,000
- Date : Du 18 au 21 octobre 2005
- Nombre de joueurs : 420
- Prize Pool : $4,074,000
- Nombre de places payées : 100

| Place | Nom            | Prix       |
| ----- | -------------- | ---------- |
| 1er   | Minh Ly        | $1,060,050 |
| 2e    | Dan Harrington | $620,730   |
| 3e    | Gavin Smith    | $327,610   |
| 4e    | Don Zewin      | $189,630   |
| 5e    | Jan Sorensen   | $137,940   |
| 6e    | Tony Grand     | $96,560    |

### World Poker Finals
- Casino : Foxwoods, Mashantucket, Connecticut
- Prix d'entrée : $10,000
- Date : Du 13 au 18 novembre 2005
- Nombre de joueurs : 783
- Prize Pool : $7,855,000
- Nombre de places payées : 120

| Place | Nom                | Prix       |
| ----- | ------------------ | ---------- |
| 1er   | Nick Schulman      | $2,167,500 |
| 2e    | Anthony Licastro   | $1,035,000 |
| 3e    | Bill Gazes         | $759,000   |
| 4e    | Allen Cunningham   | $483,000   |
| 5e    | Lyle Berman        | $345,000   |
| 6e    | Leonard Cortellino | $276,000   |

### Five Diamond World Poker Classic
- Casino : Bellagio, Las Vegas
- Prix d'entrée : $15,000
- Date : Du 12 au 16 décembre 2005
- Nombre de joueurs : 555
- Prize Pool : $8,075,250
- Nombre de places payées : 100

| Place | Nom             | Prix       |
| ----- | --------------- | ---------- |
| 1er   | Rehne Pedersen  | $2,078,185 |
| 2e    | Patrik Antonius | $1,046,470 |
| 3e    | Doyle Brunson   | $563,485   |
| 4e    | J.J. Liu        | $362,140   |
| 5e    | Darrell Dicken  | $241,495   |
| 6e    | Phil Laak       | $160,995   |

### PokerStars Caribbean Poker Adventure
- Casino : Atlantis, Paradise Island
- Prix d'entrée : $7,800
- Date : Du 5 au 10 janvier 2006
- Nombre de joueurs : 724
- Prize Pool : $5,477,700
- Nombre de places payées : 130

| Place | Nom                | Prix       |
| ----- | ------------------ | ---------- |
| 1er   | Steve Paul-Ambrose | $1,388,600 |
| 2e    | Brook Lyter        | $681,500   |
| 3e    | David Singer       | $436,200   |
| 4e    | Michael Higgins    | $327,100   |
| 5e    | Anders Henriksson  | $239,900   |
| 6e    | Aurangzeb Sheikh   | $177,200   |

### Gold Strike World Poker Open
- Casino : Gold Strike Casino Resort, Tunica
- Prix d'entrée : $10,000
- Date : Du 19 au 23 janvier 2006
- Nombre de joueurs : 327
- Prize Pool : $3,171,900
- Nombre de places payées : 50

| Place | Nom              | Prix     |
| ----- | ---------------- | -------- |
| 1er   | Scotty Nguyen    | $969,421 |
| 2e    | Michael Mizrachi | $566,352 |
| 3e    | Raul Paez        | $298,908 |
| 4e    | Gavin Smith      | $173,052 |
| 5e    | An Tran          | $125,856 |
| 6e    | Bau Le           | $88,099  |

### Borgata Winter Poker Open
- Casino : Borgata, Atlantic City
- Prix d'entrée : $10,000
- Date : Du 29 janvier au 1er février 2006
- Nombre de joueurs : 381
- Prize Pool : $3,695,700
- Nombre de places payées : 75

| Place | Nom              | Prix       |
| ----- | ---------------- | ---------- |
| 1er   | Michael Mizrachi | $1,173,373 |
| 2e    | John D'Agostino  | $591,312   |
| 3e    | Erick Lindgren   | $282,721   |
| 4e    | Amnon Filippi    | $184,785   |
| 5e    | Josh Spiegelman  | $147,828   |
| 6e    | Stuart Paterson  | $110,871   |

### L.A. Poker Classic
- Casino : Commerce Casino, Los Angeles
- Prix d'entrée : $10,000
- Date : Du 16 au 21 février 2006
- Nombre de joueurs : 692
- Prize Pool : $6,643,200
- Nombre de places payées : 45

| Place | Nom           | Prix       |
| ----- | ------------- | ---------- |
| 1er   | Alan Goehring | $2,391,550 |
| 2e    | Daniel Quach  | $1,162,560 |
| 3e    | Michael Woo   | $571,315   |
| 4e    | Steve Simmons | $338,803   |
| 5e    | J.C. Tran     | $265,728   |
| 6e    | Per Ummer     | $199,296   |

### Bay 101 Shooting Star
- Casino : Bay 101, San José, California
- Prix d'entrée : $10,000
- Date : Du 27 février au 3 mars 2006
- Nombre de joueurs : 518
- Prize Pool : $4,702,800
- Nombre de places payées : 45

| Place | Nom             | Prix       |
| ----- | --------------- | ---------- |
| 1er   | Nam Le          | $1,198,300 |
| 2e    | Ravi Udayakumar | $629,500   |
| 3e    | Danny Smith     | $340,000   |
| 4e    | David Williams  | $280,000   |
| 5e    | Fabrice Soulier | $240,000   |
| 6e    | Chad Brown      | $200,000   |

### World Poker Challenge
- Casino : Reno Hilton, Reno
- Prix d'entrée : $5,000
- Date : Du 27 au 30 mars 2006
- Nombre de joueurs : 592
- Prize Pool : $2,845,700
- Nombre de places payées : 36

| Place | Nom              | Prix       |
| ----- | ---------------- | ---------- |
| 1er   | Mike Simon       | $1,052,890 |
| 2e    | Jason Stern      | $529,300   |
| 3e    | Tom Schneider    | $256,115   |
| 4e    | Greg Mueller     | $142,285   |
| 5e    | Jonas Norrman    | $113,830   |
| 6e    | Barry Greenstein | $85,370    |

### Foxwoods Poker Classic
- Casino : Foxwoods, Mashantucket
- Prix d'entrée : $10,000
- Date : Du 6 au 9 avril 2006
- Nombre de joueurs : 431
- Prize Pool : $4,175,200
- Nombre de places payées : 40

| Place | Nom           | Prix       |
| ----- | ------------- | ---------- |
| 1er   | Victor Ramdin | $1,331,889 |
| 2e    | Alex Jacob    | $655,507   |
| 3e    | Edward Jordan | $417,520   |
| 4e    | Larry Klur    | $292,264   |
| 5e    | John Russell  | $208,760   |
| 6e    | Bruce Kater   | $167,008   |

### WPT Championship
- Casino : Bellagio, Las Vegas
- Prix d'entrée : $25,000
- Date : Du 18 au 24 avril 2006
- Nombre de joueurs : 605
- Prize Pool : $14,671,250
- Nombre de places payées : 100

| Place | Nom               | Prix       |
| ----- | ----------------- | ---------- |
| 1er   | Joe Bartholdi     | $3,760,165 |
| 2e    | Davidson Matthew  | $1,903,950 |
| 3e    | Roland de Wolfe   | $1,025,205 |
| 4e    | Claus Nielson     | $659,120   |
| 5e    | James Van Alstyne | $439,357   |
| 6e    | Men Nguyen        | $292,915   |